# Zlatko Šimenc

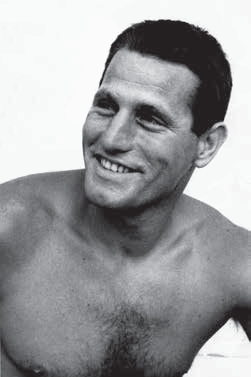
Zlatko Šimenc (undatiert)

Zlatko Šimenc (* 29. November 1938 in Zagreb) ist ein ehemaliger jugoslawischer Wasserballspieler. Er gewann bei Olympischen Spielen eine Silbermedaille und bei Europameisterschaften zweimal Silber und einmal Bronze.

## Karriere
Der 1,86 Meter große Zlatko Šimenc spielte bei HAVK Mladost Zagreb und gewann 1962 und 1967 mit seinem Verein die jugoslawische Meisterschaft.
Bei der Europameisterschaft 1958 in Budapest siegte die Mannschaft aus dem Gastgeberland. Hinter den Ungarn lagen nach der Finalrunde die jugoslawische Nationalmannschaft, die Mannschaft aus der Sowjetunion und die italienische Mannschaft nach Punkten gleichauf, die Jugoslawen erhielten wegen der mehr erzielten Tore die Silbermedaille vor dem sowjetischen Team. 1959 siegte Šimenc mit der jugoslawische Studentenauswahl bei der Universiade in Turin und mit der Nationalmannschaft bei den Mittelmeerspielen in Beirut. 1960 beim olympischen Wasserballturnier in Rom siegten die Italiener vor der sowjetischen Mannschaft und den Ungarn, die jugoslawische Mannschaft belegte den vierten Platz. Zlatko Šimenc spielte als Defensivspieler in allen sieben Partien und erzielte in der Vorrunde vier Tore.
1962 nahm er mit der Nationalmannschaft an der Europameisterschaft in Leipzig teil. Vier Mannschaften erreichten die Endrunde, die Ungarn gewannen vor den Jugoslawen sowie den Mannschaften aus der Sowjetunion und aus der DDR. 1963 bei den Mittelmeerspielen in Neapel wurden die Jugoslawen Zweite hinter den Gastgebern. Bei den Olympischen Spielen 1964 in Tokio wurde Šimenc in sieben Spielen eingesetzt und warf drei Tore. Die jugoslawische Mannschaft gewann sechs ihrer sieben Spiele, das Spiel gegen die Ungarn endete 4:4. Die Ungarn gewannen die Goldmedaille wegen der besseren Tordifferenz vor den Jugoslawen. 1966 bei der Europameisterschaft in Utrecht siegte die sowjetische Mannschaft vor der Mannschaft aus der DDR und den Jugoslawen.
Zlatko Šimenc ist der Vater des Wasserball-Olympiasiegers Dubravko Šimenc.